# Landesring der Unabhängigen

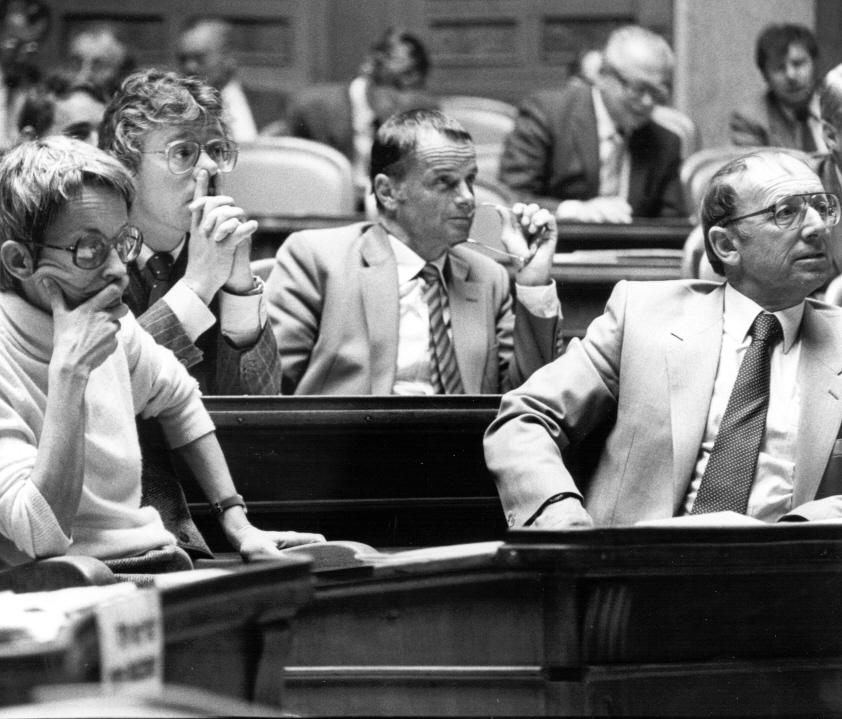
Vier Mitglieder der LdU-Fraktion 1995 im Nationalrat; von links: Verena Grendelmeier, Franz Jaeger, Walter Biel und Hansjürg Weder

Der Landesring der Unabhängigen (LdU) (französisch Alliance des Indépendants, AdI) war eine Schweizer Partei, die von 1936 bis 1999 existierte.

## Geschichte der Partei

### Entstehung

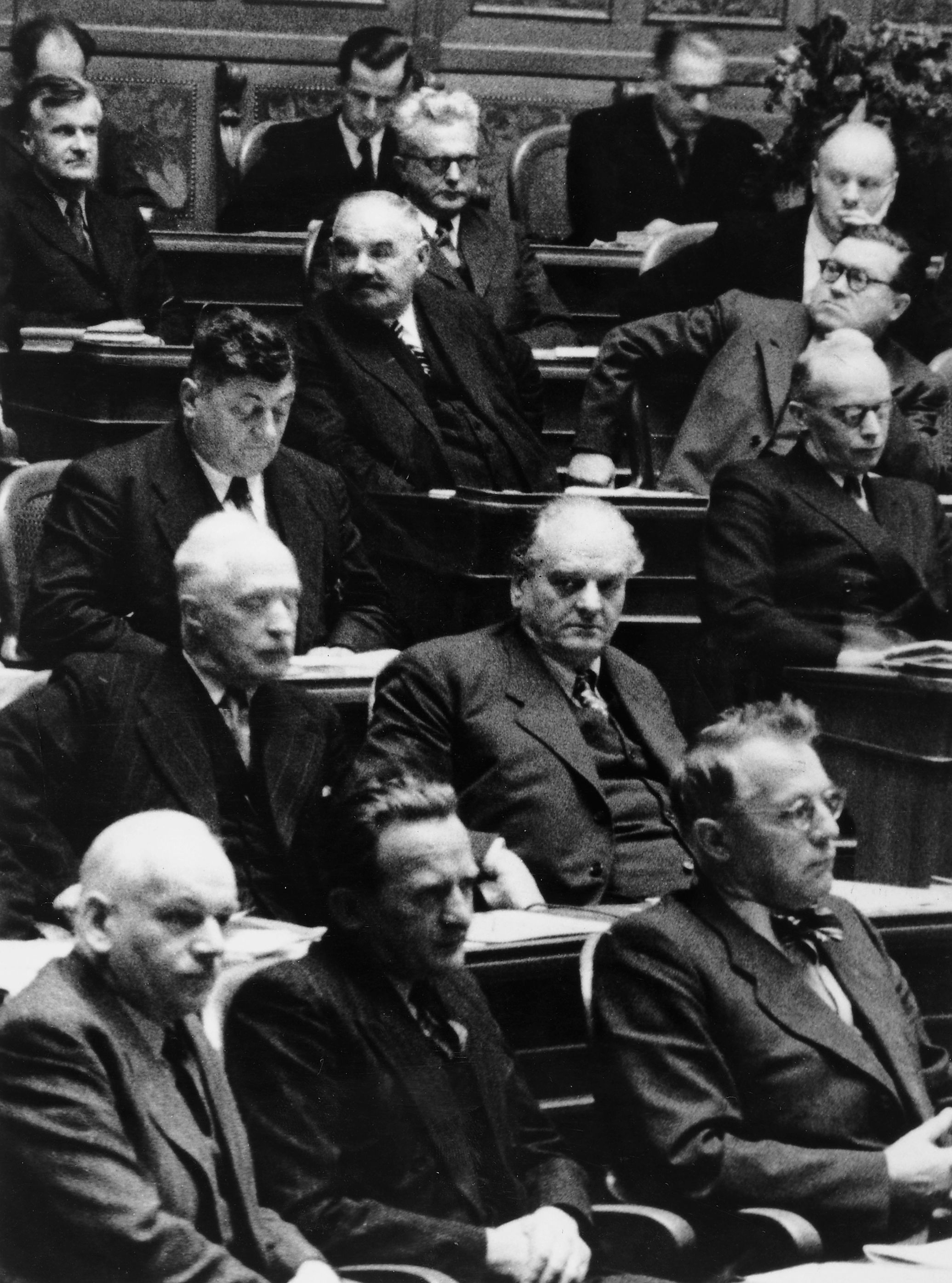
Parteigründer Gottlieb Duttweiler im Nationalrat (Mitte, mit Blick zur Kamera), Aufnahme von Paul Senn

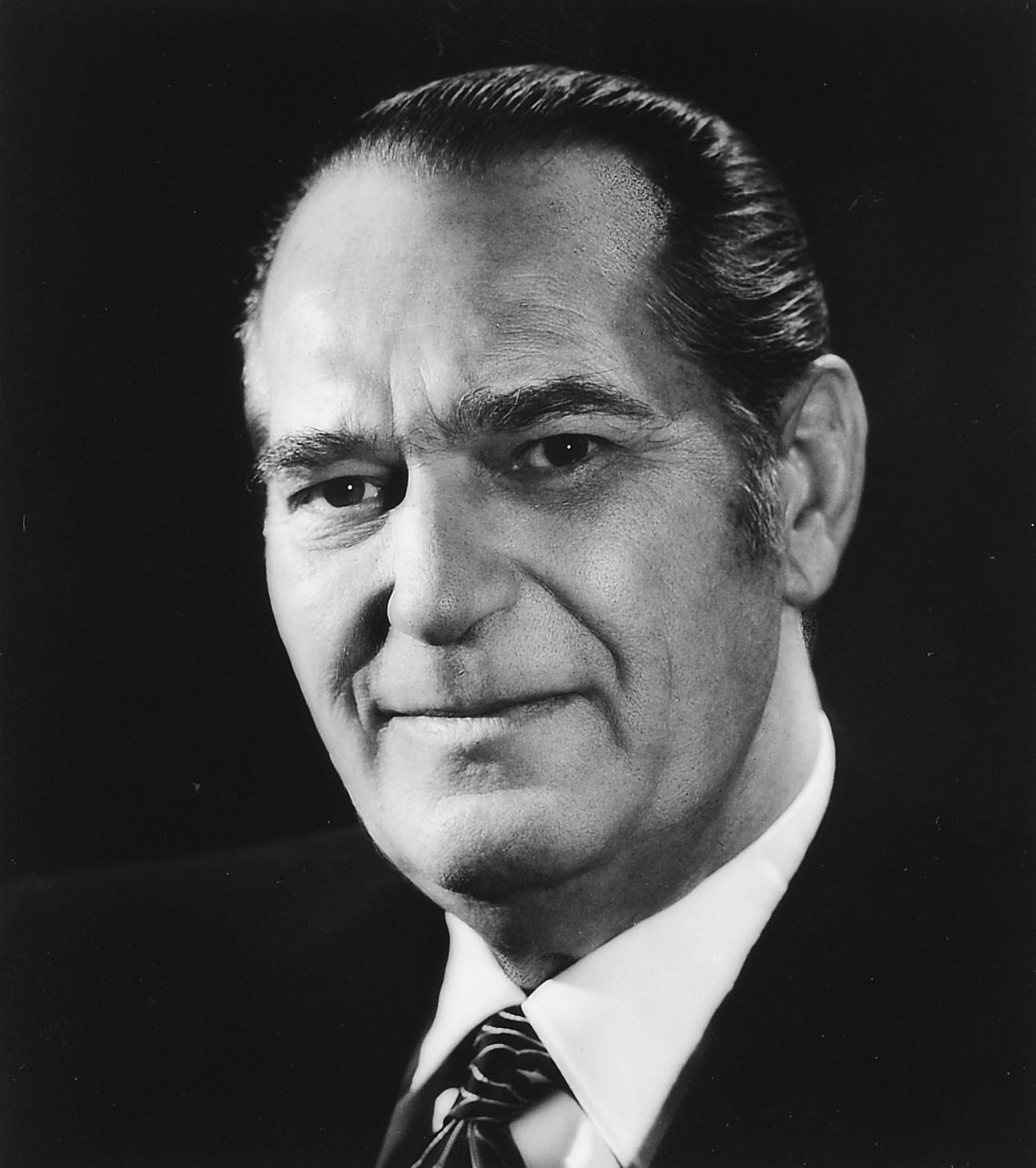
William Vontobel, ab 1945 Geschäftsführer des LdU, 1950 bis 1973 im Nationalrat, den er 1971/1972 präsidierte

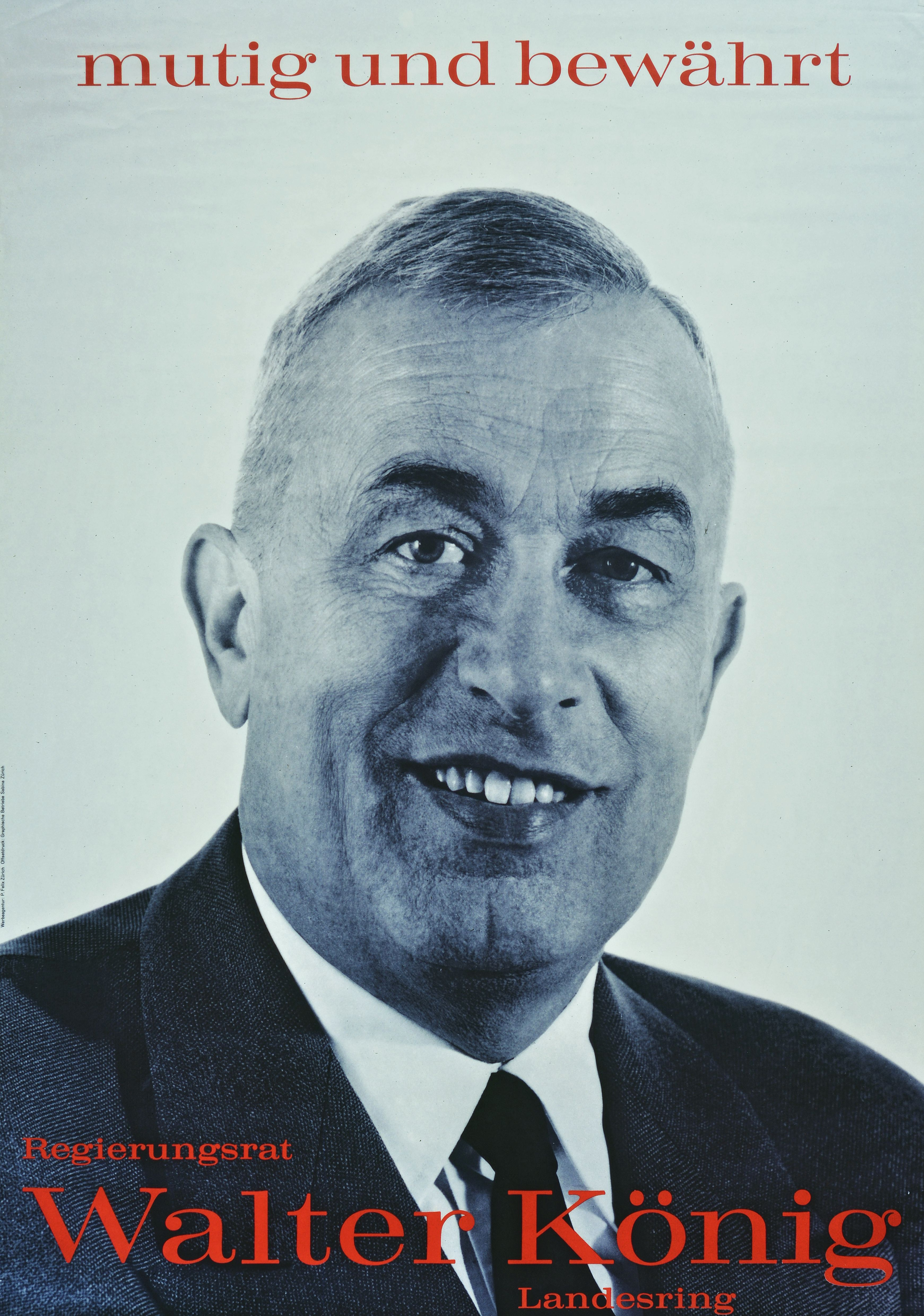
LdU-Wahlplakat 1951: Walter König wurde in den Zürcher Regierungsrat gewählt

Weil der Detailhändler und Gründer der Migros, Gottlieb Duttweiler, mit der herrschenden Politik der Schweiz in den 1930er Jahren nicht einverstanden war, gründete er zusammen mit Gleichgesinnten im Jahr 1935 in Rüschlikon die Bewegung der unabhängigen Männer. Obwohl diese ursprünglich nicht als Partei gedacht war, sondern als Vertretung von Personen, die Kapital und Arbeit in der sogenannten Sozialen Marktwirtschaft versöhnen wollten, errang die Bewegung bei den im selben Jahr stattfindenden eidgenössischen Wahlen auf Anhieb gleich sieben Sitze. Allerdings beschränkten sich diese Sitzgewinne auf drei Kantone (Zürich 5 Sitze, Sankt Gallen und Bern je 1 Sitz). Da der ursprüngliche Plan, die «Besten aller Parteien» in einem Landesring zu vereinigen politisch nicht gelang, wurde am 30. Dezember 1936 eine neue Partei mit dem Namen Landesring der Unabhängigen gegründet. 27 Grundsätze bildeten das erste Parteiprogramm. Die Parteitage des LdU wurden als «Landestag» bezeichnet, der erste von 1937 wählte Duttweiler zum «Landesobmann».
Einem sprunghaften und undeutlichen ideologischen Profil folgend, befürwortete der LdU die 1937 vom Faschisten Arthur Fonjallaz zur Abstimmung gebrachte Volksinitiative für ein Verbot der Freimaurerei. Duttweiler äusserte persönlich, es würden «keine Juden und keine Freimaurer in die Vorstände» des LdU aufgenommen. 1938 reichte der Landesring die eidgenössische Volksinitiative «Notrecht und Dringlichkeit» ein. Danach sollte die Bundesversammlung das Referendumsrecht nicht mehr durch Dringlichkeitsrecht ausschalten können. Die Volksinitiative wurde 1940 zugunsten eines Gegenvorschlags zurückgezogen. Bereits zuvor waren von anderer Seite zwei Volksinitiativen mit ähnlicher Stossrichtung eingereicht worden.
Viele Vorstösse der Partei im Parlament lagen im Bereich der Armee. Die Aufrüstung der Schweizer Luftwaffe oder eine Schiessausbildung für die damals noch nicht stimmberechtigten Frauen waren zwei der vom LdU vertretenen Anliegen. 1941 wurde eine eidgenössische Volksinitiative zur «Reorganisation des Nationalrates» eingereicht. Sie verlangte unter anderem eine Amtszeitbegrenzung auf 12 Jahre, ein Verbot vorgedruckter Kumulierung einzelner Kandidaten und eine Offenlegung von Beruf und allfälligen Verwaltungsratsmandaten. Die Initiative wurde 1942 mit 65 Prozent Nein-Stimmen abgelehnt.
1955 reichte der LdU eine Volksinitiative zur «Einführung der 44-Stunden-Woche» ein. Diese wurde 1958 in der Volksabstimmung mit 65 Prozent Nein-Stimmen abgelehnt. Ein Volksbegehren zur «Bekämpfung des Alkoholismus» wurde 1966 von 77 Prozent der Stimmenden abgelehnt.

### Ära Duttweiler
Da Duttweiler als Parteipräsident anfangs nur vage Vorstellungen hatte, aber autoritär agierte, kam es bereits 1943 zu einer Abspaltung durch führende Kreise innerhalb der Partei. Diese Abspaltung trat bei den Nationalratswahlen im Herbst desselben Jahres als Unabhängig-freie Liste in eigener Regie an und erzielte einen Sitz. Diese Abspaltung bestand jedoch nicht lange. In der Ära Duttweiler erreichte die Partei stets um die 5 Prozent Wähleranteil. In der französisch- und italienischsprachigen Schweiz konnte die Partei nicht Fuss fassen, ebenso wenig wie in der Zentralschweiz (mit Ausnahme Luzerns).
Obwohl er mehrmals versuchte, die finanzielle Basis der Partei zu verbreitern, trug die Migros beziehungsweise Duttweiler bis zu seinem Lebensende den allergrössten Teil der Kosten.

### Sozialliberale Phase nach Duttweiler
Nach dem Tod des langjährigen Parteipräsidenten konnte sich der Landesring als sozialliberale Alternative zwischen der Linken und den Bürgerlichen etablieren. Bei den Nationalratswahlen im Jahr 1967 wurde er mit 9,05 Prozent der Stimmen und sechzehn Abgeordneten im Nationalrat sowie einem im Ständerat zur stärksten Oppositionspartei. Der LdU sprach vor allem die städtische Mittelschicht (Angestellte, Beamte) an. Zahlreiche neue Standesringe, wie die Kantonalparteien genannt wurden, entstanden (1968 Genf, Neuenburg, Solothurn und Graubünden; 1972 Wallis; 1977 Zug). Gegen Ende der 1970er Jahre sanken Wähleranteil und Mandate jedoch massiv. Es brach ein heftiger Richtungsstreit aus. Die traditionellen Vertreter einer sozialen Marktwirtschaft sahen sich plötzlich einem ökologischen Flügel gegenüber.
1974 wurde ein neues Parteiprogramm beschlossen, Grundsätze und Richtlinien genannt, das die Grundsätze von 1936 ersetzte. In einer Vereinbarung zwischen Migros und LdU wurde 1979 auf dieses Programm Bezug genommen. Danach unterstützte die Migros den LdU «ideell und finanziell, solange sich dieser im Rahmen des Ideenguts des sozialen Liberalismus bewegt». Jährlich überwies das Unternehmen der Partei zwischen 3 und 3,5 Millionen Franken.

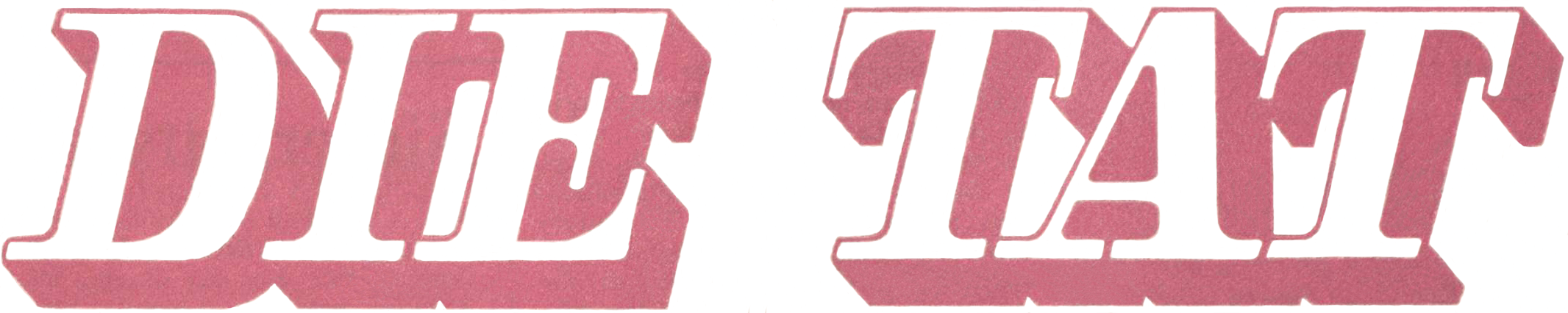
Logo der Tageszeitung Die Tat 1939–1977

Die Tageszeitung Die Tat, Sprachrohr des Landesrings, wurde 1977 aus einer seriösen Tages- in eine Boulevardzeitung umgewandelt, die sich aber nicht behaupten konnte und 1978 verschwand.

### Grün-sozialliberale Phase

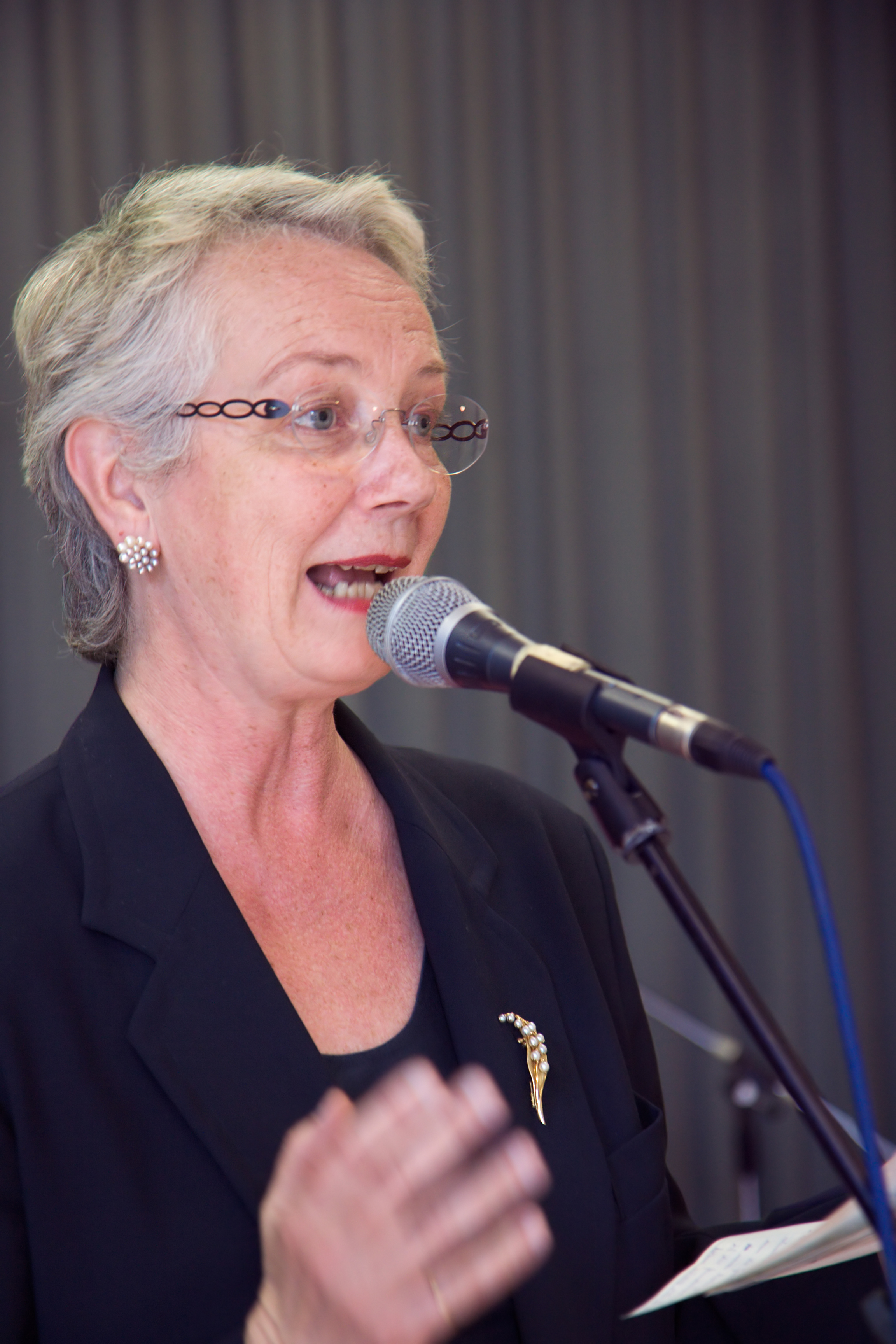
Monika Weber, LdU-Präsidentin 1992–1996

In der Mitte der 1980er Jahre setzte sich der ökologisch orientierte Flügel durch. Bereits 1982 waren wegen der Richtungsschwierigkeiten sowohl Vertreter des grünen (Baselland; Übertritt zu den Grünen) als auch des sozialliberalen Flügels (Zürich; Übertritt zur SP) ausgetreten. Da der grösste Geldgeber der Partei, die Migros-Genossenschaft, als Detailhandelsriese aus wirtschaftlichen Gründen Mühe mit dem ökologischen Flügel hatte, kürzte sie die Beiträge an den LdU massiv. Dies hatte schwerwiegende Folgen. So mussten einige Regionalsekretariate aufgelöst werden. Der LdU verlor sein Profil und neue Protestgruppen (Grüne, Auto-Partei etc.) warben ihm die Wähler ab.

### Niedergang und Auflösung
Durch den starken rechten (sozialliberalen) Flügel in der Sozialdemokratischen Partei und das Aufkommen der Grünen verlor der Landesring immer mehr Wähler. Die Partei versuchte in den 1990er Jahren mit der Rückkehr zum sozialliberalen Gedankengut den Niedergang zu stoppen, was aber misslang. In vielen Kantonsparlamenten und Gemeinderäten der grossen und mittleren Gemeinden verschwand der LdU. Bereits 1994 beantragte die kantonale Sektion Luzern ihre Auflösung, im März 1996 folgte die Sektion Basel-Stadt, im April 1996 die Sektion Baselland, im Oktober 1998 die Sektion Stadt Bern. Viele lokale Mandatsträger des Landesrings wechselten zu anderen Parteien (Grüne, Freie Liste etc.) oder wurden parteilos.
Nachdem die Migros 1996 ihre finanziellen Beiträge auf 600'000 Franken reduziert hatte, gaben Migros und Partei im April 1999 ihre definitive Trennung bekannt. An einem Reformparteitag im Mai 1999 wurde die Partei in Liste der Unabhängigen umbenannt und die Auflösung mit 52 zu 9 Stimmen abgelehnt. Der Todesstoss war die Wahlniederlage bei den Schweizer Parlamentswahlen im Herbst 1999. Am Sonderparteitag vom 4. Dezember 1999 in Aarau beschlossen die Delegierten mit 57 zu 7 Stimmen die Auflösung. Der LdU war damit nach 63 Jahren Geschichte. Zuletzt blieben einzig noch die lokalen Sektionen in Köniz und Uster aktiv. Die 1968 gegründete Sektion Pratteln wurde im Jahr 2000 in Unabhängige Pratteln umbenannt. 2022 wurde die Auflösung der LdU Ortspartei Neuenhof vermeldet, vermutlich die letzte unter dem Namen LdU.

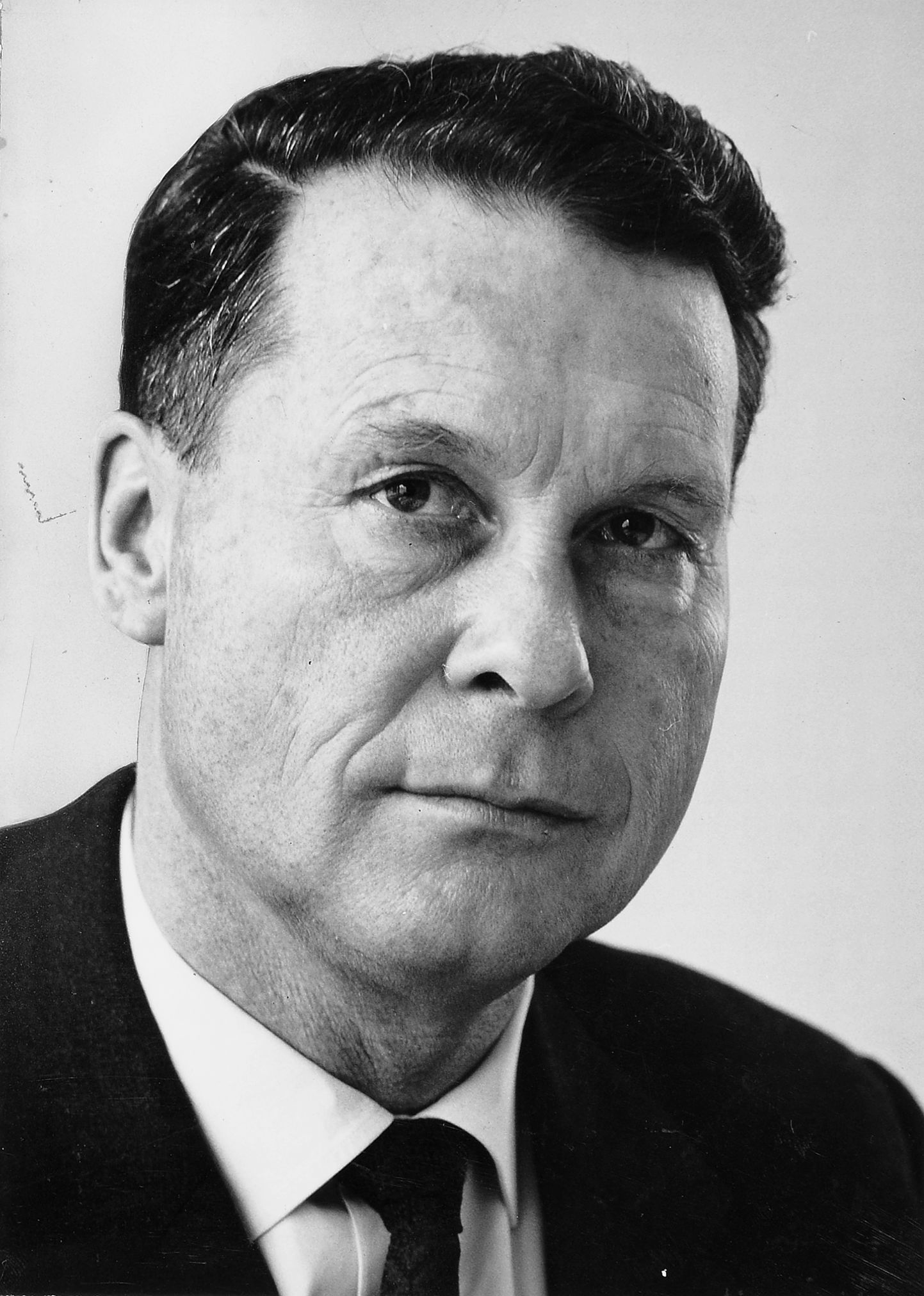
Rudolf Suter, Präsident LdU und gleichzeitig Chef der Migros

## Parteivorsitzende
- 1936–1947: Gottlieb Duttweiler (Zürich)
- 1948–1949: Hans Sappeur (Zürich)
- 1950–1951: Gottlieb Duttweiler (Zürich)
- 1952–1958: Arnold Stahel (Zürich)
- 1959–1962: Hans Meisser (Zürich)[20]
- 1962–1973: Rudolf Suter (Basel-Stadt/Zürich)
- 1973–1978: Claudius Alder (Basel-Landschaft)
- 1978–1985: Walter Biel (Zürich)
- 1985–1992: Franz Jaeger (St. Gallen)
- 1992–1996: Monika Weber (Zürich)
- 1996–1998: Daniel Andres (Bern)
- 1999: Anton Schaller (Zürich)

## Presse

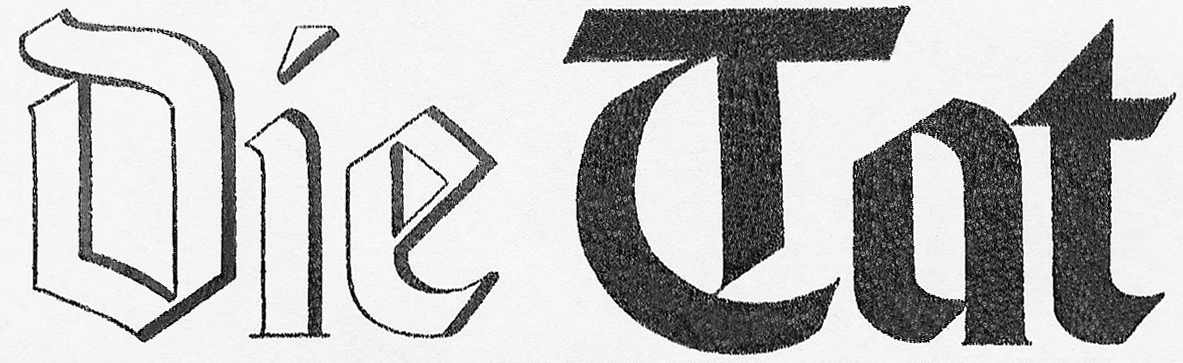
Das erste Logo der Tat 1935

- Die Tat (1935–1977; Wochenzeitung, ab 1939 Tageszeitung)
- Der Ring (Monatszeitung; 1965–1984)

## Wählerstärke

### Nationale Wahlen
Von 1935 bis 1999 wurden insgesamt 65 Personen als Vertreter des Landesrings in den Nationalrat gewählt. Drei von ihnen waren ausserdem im Ständerat (Gottlieb Duttweiler, Albin Heimann und Monika Weber). Die höchste Zahl an Nationalratssitzen wurde 1967 mit 16 Mandaten erreicht, die geringste Zahl 1999 mit nur noch einem Abgeordneten.
| Jahr | Nationalrat Stimmen | Nationalrat Wähleranteil | Nationalrat Sitze | Ständerat Sitze |
| ---- | ------------------- | ------------------------ | ----------------- | --------------- |
| 1935 | 37'861              | 4,14 %                   | 7                 | 0               |
| 1939 | 43'735              | 7,07 %                   | 9                 | 0               |
| 1943 | 41'635              | 4,73 %                   | 6                 | 0               |
| 1947 | 42'428              | 4,42 %                   | 8                 | 0               |
| 1951 | 49'100              | 5,11 %                   | 10                | 0               |
| 1955 | 53'450              | 5,48 %                   | 10                | 0               |
| 1959 | 54'049              | 5,50 %                   | 10                | 0               |
| 1963 | 48'224              | 5,01 %                   | 10                | 0               |
| 1967 | 89'950              | 9,05 %                   | 16                | 1               |
| 1971 | 150'684             | 7,63 %                   | 13                | 1               |
| 1975 | 116'349             | 6,06 %                   | 11                | 1               |
| 1979 | 73'895              | 4,07 %                   | 8                 | 0               |
| 1983 | 77'745              | 4,00 %                   | 9                 | 0               |
| 1987 | 80'099              | 4,17 %                   | 9                 | 1               |
| 1991 | 61'176              | 3,03 %                   | 5                 | 1               |
| 1995 | 34'375              | 1,83 %                   | 3                 | 1               |
| 1999 | 14'063              | 0,72 %                   | 1                 | 0               |

### Kantonsparlamente
Der Landesring war in zahlreichen Kantonsparlamenten vertreten; am längsten im Kanton Zürich.

### Vertretung in lokalen Räten
Auch in zahlreichen Parlamenten von Städten und Gemeinden war der Landesring vertreten. Hochburgen waren die Städte Zürich, St. Gallen, Bern, Luzern, Chur, Winterthur, Kloten, Burgdorf BE, Wettingen.